# Kauluzoanthus kerbyi
Kauluzoanthus kerbyi is een Zoanthideasoort uit de familie van de Parazoanthidae. De wetenschappelijke naam van de soort is voor het eerst geldig gepubliceerd in 2013 door Sinniger, Ocaña & Baco.